# 론 기드리
로날드 에임스 기드리(Ronald Ames Guidry, 1950년 8월 28일 ~ )는 전 메이저 리그 야구 좌완 투수로 14년 동안 (1975년 ~ 1988년) 뉴욕 양키스의 투수로 활약했고, 2006년 ~ 2007년에는 뉴욕 양키스의 투수 코치로 활약했다. 그의 등번호 49번은 뉴욕 양키스의 영구 결번으로 지정되어 있다.

## 선수 생활
론 기드리는 메이저 리그 선수생활을 1975년부터 시작했으나 1976년까지는 메이저 리그에 오래 머물러있지는 못했다. 1977년 시즌은 불펜 투수로 시작했으나 선발 투수진에 합류하게 되어 양키스가 1977년과 1979년 월드시리즈 우승에 공헌하게 되었다. 이 기간 동안 기드리는 포스트 시즌에서 5번 선발투수로 나서서 37과 1/3이닝 동안 단지 9자책점을 내주며, 3완투승을 포함한 4승 무패의 뛰어난 성적을 거뒀다.
1978년에 기드리는 현대 야구에서 가장 뛰어난 평균 자책점 중의 하나인 1.743라는 엄청난 기록을 세우면서 25승 3패, 승률 0.893, 9 완봉승, 248 탈삼진, 그리고 9이닝당 6.15개의 피안타라는 엄청난 기록을 세운다. 그뿐이 아니라 피안타율도 단지 0.193이었고, 출루허용율도 0.249, 장타허용률도 0.279밖에 기록하지 않는 등 타자들을 압도하는 기록들을 세웠다. 6월 17일에 캘리포니아 에인절스를 상태로 선발타자 전원 탈삼진과 함께 한 경기 탈삼진 최고 기록인 18타자 탈삼진 기록을 세운 건 그에 따라온 덤이었다. (이후 한 경기 최다 탈삼진 기록은 로저 클레멘스와 케리 우드가 20탈삼진으로 경신) 이는 그전까지는 빠른 공만 갖고 있었던 그가 1977년부터 연마하기 시작한 슬라이더가 이 해에 마스터하게 되면서 얻어낸 기록이었다. 22승 9패의 마이크 콜드웰(Mike Caldwell)이나 21승 12패의 짐 파머도 그에게 사이 영 상을 양보할 수밖에 없었으며, 아메리칸 리그 MVP 투표에서도 보스턴 레드삭스의 강타자 짐 라이스에 이어 2위를 차지했다. 그가 세운 평균 자책점 1.74는 이후 22년 동안 다시 기록한 사람이 없다가 2000년에 들어와서야 페드로 마르티네스가 1.742로 0.001 앞선 기록을 세우면서 밀려났다.
1978년 팀 우승을 하는데 기드리의 25승은 당연히 큰 힘이 되어주었지만, 특히나 더 의미가 있었던 것은 마지막 25승째였다. 왜냐하면 양키스는 시즌 마지막 경기를 치르고 난 뒤에도 앙숙인 보스턴 레드삭스와 동률을 이뤘고 결국 동부 지구 우승을 결정짓는 별도의 단판 승부를 펼치게 되었는데, 이 경기에서 기드리는 6과 1/3이닝 동안 6피안타 2실점으로 승리투수가 되었기 때문이다. 이날 2회말 칼 야스트렘스키에게 홈런을 맞았지만, 이는 그가 시즌 중 처음으로 좌타자에게 내준 안타일 정도로 시즌 내내 좌타자에게는 압도적인 위용을 자랑했다. 결국 이 승리로 양키스는 지구 우승과 ALCS 우승을 거두고, 월드시리즈에서 LA 다저스를 맞아 4승 2패로 패권을 거머쥐었다.
이후 7년 동안 기드리는 113승 57패의 성적을 거두면서, 골드 글러브를 1982년에서 1986년까지 5년 연속으로 수상하기도 했다. 1985년 22승 6패, 평균 자책 3.27의 성적을 거둔 이후 하향세를 겪다 1989년 7월 12일 은퇴하게 됐다.
1984년 8월 7일 시카고 화이트삭스와의 경기에서 기드리는 3타자를 모두 3구 삼진으로 잡는 묘기를 보이면서 7-0으로 승리했다. 그 기록은 아메리칸 리그 투수 중에는 8번째이고, 메이저 리그 전체로는 20번째 기록이었다.
윌리 랜돌프와 함께 공동 주장을 맡았으며, 픽오프로 주자 견제가 뛰어났던 투수이기도 했다.
그의 등번호 49번은 2003년 8월 23일 '론 기드리의 날'에 영구 결번으로 지정되었고, 모뉴먼트 파크에 그의 명판이 봉헌되었다. 명판에는 "리그를 지배한 투수였으며, 존경받는 리더였던, 진정한 양키스 선수"라고 기록되었다.

## 통산 성적
| 연도 | 나이 | 팀   | 리그 | 승  | 패 | 승률  | 평균 자책 | 선발 | 구원 | 완투 | 완봉 | 세이브 | 이닝  | 실점 | 자책점 | 피홈런 | 볼넷 | 탈삼진 | WHIP  |
| ---- | ---- | ---- | ---- | --- | -- | ----- | --------- | ---- | ---- | ---- | ---- | ------ | ----- | ---- | ------ | ------ | ---- | ------ | ----- |
| 1975 | 24   | NYY  | AL   | 0   | 1  | 0.000 | 3.450     | 1    | 6    | 0    | 0    | 0      | 15    | 6    | 6      | 0      | 9    | 15     | 1.532 |
| 1976 | 25   | NYY  | AL   | 0   | 0  | 0.000 | 5.630     | 0    | 2    | 0    | 0    | 0      | 16    | 12   | 10     | 1      | 4    | 12     | 1.500 |
| 1977 | 26   | NYY  | AL   | 16  | 7  | 0.696 | 2.820     | 25   | 4    | 9    | 5    | 1      | 210   | 72   | 66     | 12     | 65   | 176    | 1.134 |
| 1978 | 27   | NYY  | AL   | 25  | 3  | 0.893 | 1.740     | 35   | 0    | 16   | 9    | 0      | 273   | 61   | 53     | 13     | 72   | 248    | 0.946 |
| 1979 | 28   | NYY  | AL   | 18  | 8  | 0.692 | 2.780     | 30   | 3    | 15   | 2    | 2      | 236   | 83   | 73     | 20     | 71   | 201    | 1.159 |
| 1980 | 29   | NYY  | AL   | 17  | 10 | 0.630 | 3.560     | 29   | 4    | 5    | 3    | 1      | 219   | 97   | 87     | 19     | 80   | 166    | 1.343 |
| 1981 | 30   | NYY  | AL   | 11  | 5  | 0.688 | 2.760     | 21   | 1    | 0    | 0    | 0      | 127   | 41   | 39     | 12     | 26   | 104    | 0.992 |
| 1982 | 31   | NYY  | AL   | 14  | 8  | 0.636 | 3.810     | 33   | 0    | 6    | 1    | 0      | 222   | 104  | 94     | 22     | 69   | 162    | 1.284 |
| 1983 | 32   | NYY  | AL   | 21  | 9  | 0.700 | 3.420     | 31   | 0    | 21   | 3    | 0      | 250   | 99   | 95     | 26     | 60   | 156    | 1.166 |
| 1984 | 33   | NYY  | AL   | 10  | 11 | 0.476 | 4.510     | 28   | 1    | 5    | 1    | 0      | 195   | 102  | 98     | 24     | 44   | 127    | 1.365 |
| 1985 | 34   | NYY  | AL   | 22  | 6  | 0.786 | 3.270     | 33   | 0    | 11   | 2    | 0      | 259   | 104  | 94     | 28     | 42   | 143    | 1.100 |
| 1986 | 35   | NYY  | AL   | 9   | 12 | 0.429 | 3.980     | 30   | 0    | 5    | 0    | 0      | 192   | 94   | 85     | 28     | 38   | 140    | 1.248 |
| 1987 | 36   | NYY  | AL   | 5   | 8  | 0.385 | 3.670     | 17   | 2    | 2    | 0    | 0      | 117   | 50   | 48     | 14     | 38   | 96     | 1.266 |
| 1988 | 37   | NYY  | AL   | 2   | 3  | 0.400 | 4.180     | 10   | 1    | 0    | 0    | 0      | 56    | 28   | 26     | 7      | 15   | 32     | 1.286 |
| 통산 | 통산 | 통산 | 통산 | 170 | 91 | 0.651 | 3.290     | 323  | 24   | 95   | 26   | 4      | 2,392 | 953  | 874    | 226    | 633  | 1,778  | 1.184 |